# Список дипломатических миссий Ирана

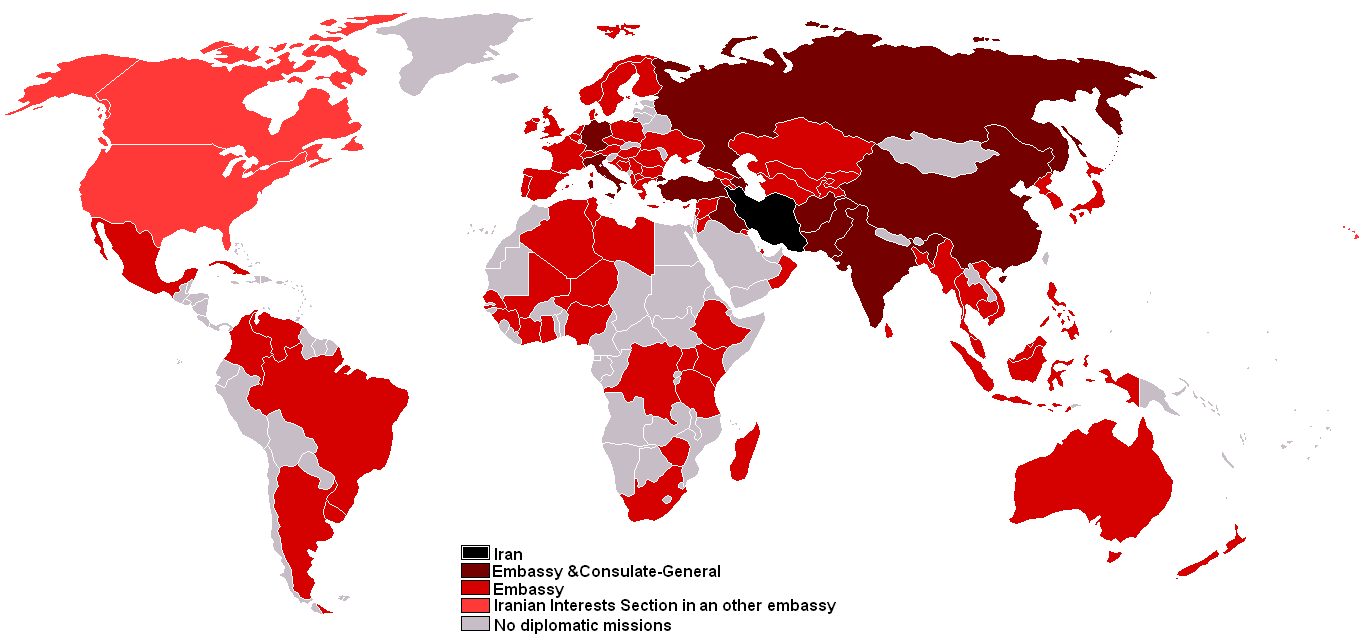

Список дипломатических миссий Ирана — интересы Исламской Республики Иран в США представляет посольство Пакистана.

## Европа
- Албания, Тирана (посольство)
- Австрия, Вена (посольство)
- Белоруссия, Минск (посольство)
- Бельгия, Брюссель (посольство)
- Босния и Герцоговина, Сараево (посольство)
- Болгария, София (посольство)
- Хорватия, Загреб (посольство)
- Чехия, Прага (посольство)
- Кипр, Никосия (посольство)
- Дания, Копенгаген (посольство)
- Финляндия, Хельсинки (посольство)
- Франция, Париж (посольство)
- Германия, Берлин (посольство)
  - Франкфурт-на-Майне (генеральное консульство)
  - Гамбург (генеральное консульство)
  - Мюнхен (генеральное консульство)
- Греция, Афины (посольство)
- Ватикан, Рим (посольство)
- Венгрия, Будапешт (посольство)
- Ирландия, Дублин (посольство)
- Италия, Рим (посольство)
  - Милан (генеральное консульство)
- Македония, Скопье (посольство)
- Нидерланды, Гаага (посольство)
- Норвегия, Осло (посольство)
- Польша, Варшава (посольство)
- Португалия, Лиссабон (посольство)
- Румыния, Бухарест (посольство)
- Россия, Москва (посольство)
  - Астрахань (генеральное консульство)
  - Казань (генеральное консульство)
- Сербия, Белград (посольство)
- Испания, Мадрид (посольство)
- Швеция, Стокгольм (посольство)
- Швейцария, Берн (посольство)
  - Женева (генеральное консульство)
- Украина, Киев (посольство)
- Великобритания, Лондон (посольство)

## Америка
- Канада, Оттава (посольство)
- Куба, Гавана (посольство)
- Мексика, Мехико (посольство)
- Никарагуа, Манагуа (посольство)
- Аргентина, Буэнос-Айрес (посольство)
- Боливия, Ла-Пас (посольство)
- Бразилия, Бразилиа (посольство)
- Колумбия, Богота (посольство)
- Эквадор, Кито (посольство)
- Уругвай, Монтевидео (посольство)
- Венесуэла, Каракас (посольство)

## Африка
- Алжир, Эль-Джазаир (посольство)
- Демократическая Республика Конго, Киншаса (посольство)
- Кот д’Ивуар, Абиджан (посольство)
- Эфиопия, Аддис-Абеба (посольство)
- Гана, Аккра (посольство)
- Гвинея, Конакри (посольство)
- Кения, Найроби (посольство)
- Ливия, Триполи (посольство)
- Мадагаскар, Антананариву (посольство)
- Мали, Бамако (посольство)
- Нигер, Ниамей (посольство)
- Нигерия, Абуджа (посольство)
- Сенегал, Дакар (посольство)
- ЮАР, Претория (посольство)
- Судан, Хартум (посольство)
- Танзания, Дар-эс-Салам (посольство)
- Тунис, Тунис (посольство)
- Уганда, Кампала (посольство)
- Зимбабве, Хараре (посольство)

## Азия

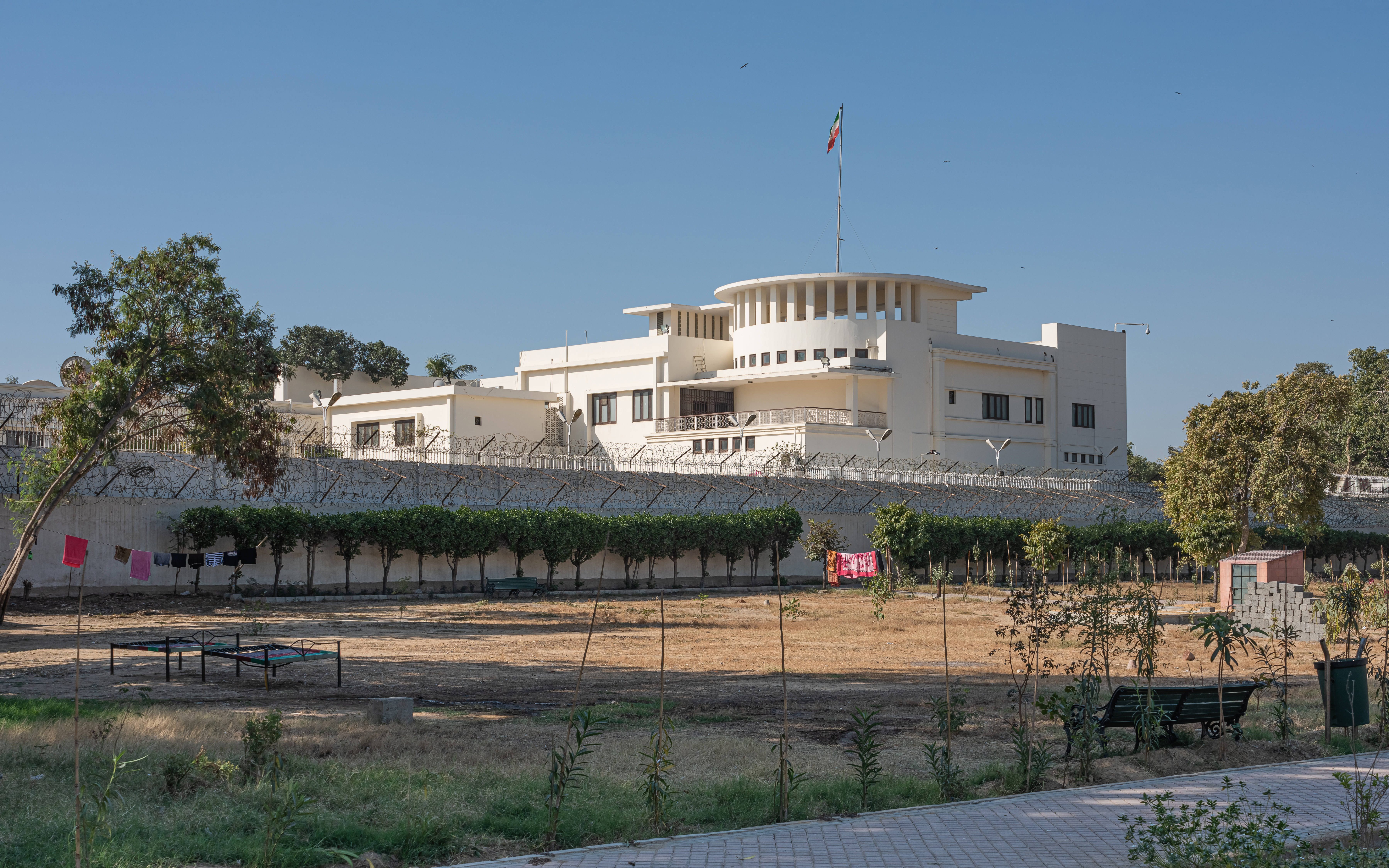
Генконсульство в Карачи, Пакистан

- Афганистан, Кабул (посольство)
  - Бамиан (консульство)
  - Герат (консульство)
  - Джелалабад (консульство)
  - Мазари-Шариф (консульство)
- Бангладеш, Дакка (посольство)
- Бруней, Бандар-Сери-Бегаван (посольство)
- Мьянма, Янгон (посольство)
- Камбоджа, Пном-Пень (посольство)
- Китай, Пекин (посольство)
  - Шанхай (генеральное консульство)
- Индия, Нью-Дели (посольство)
  - Хайдарабад (генеральное консульство)
  - Мумбай (генеральное консульство)
- Индонезия, Джакарта (посольство)
- Япония, Токио (посольство)
- Казахстан, Алматы (посольство)
- КНДР, Пхеньян (посольство)
- Южная Корея, Сеул (посольство)
- Киргизия, Бишкек (посольство)
- Малайзия, Куала-Лумпур (посольство)
- Пакистан, Исламабад (посольство)
  - Карачи (генеральное консульство)
  - Лахор (генеральное консульство)
  - Пешавар (генеральное консульство)
  - Кветта (генеральное консульство)
- Филиппины, Манила (посольство)
- Шри-Ланка, Коломбо (посольство)
- Таджикистан, Душанбе (посольство)
- Таиланд, Бангкок (посольство)
- Туркменистан, Ашхабад (посольство)
  - Мары (генеральное консульство)
- Узбекистан, Ташкент (посольство)
- Вьетнам, Ханой (посольство)

### Ближний Восток
- Армения, Ереван (посольство)
- Азербайджан, Баку (посольство)
  - Нахичевань (генеральное консульство)
- Бахрейн, Манама (посольство)
- Грузия, Тбилиси (посольство)
  - Батуми (генеральное консульство)
- Ирак, Багдад (посольство)
  - Басра (генеральное консульство)
  - Эрбиль (генеральное консульство)
  - Кербела (генеральное консульство)
- Иордания, Амман (посольство)
- Кувейт, Эль-Кувейт (посольство)
- Ливан, Бейрут (посольство)
- Оман, Маскат (посольство)
- Катар, Доха (посольство)
- Турция, Анкара (посольство)
  - Эрзрум (генеральное консульство)
  - Стамбул (генеральное консульство)
  - Трабзон (генеральное консульство)

- Йемен, Сана (посольство)

## Океания
- Австралия, Канберра (посольство)
- Новая Зеландия, Веллингтон (посольство)

## Международные организации
- - Брюссель (постоянная миссия при ЕС)
  - Женева (постоянная миссия при учреждениях ООН)
  - Джидда (представительство при ОИК)
  - Нью-Йорк (постоянная миссия при ООН)
  - Вена (постоянная миссия при учреждениях ООН)